# 小行星486958
小行星486958（2014 MU69；先前在哈伯太空望遠鏡影像背景中標註為1110113Y；新视野号影像背景中標註為11和PT1，正式名称為Arrokoth，在波瓦坦語中意為「天空」。正式定名前昵称Ultima Thule，中文译为“天涯海角”或“終極遠境”）是一個柯伊伯带天體（KBO）。該天體是新视野号飛掠冥王星後的下一個探測目標之一。2015年8月，該小行星被選為新视野号於2019年1月飛掠探測的天體。目標選定時新视野号仍在將探測冥王星的資料傳送回地球。2019年1月1日，新视野号探测器近距离探测了该小行星，其直徑大約是45公里。

## 概要

### 發現
2014 MU69是2014年6月在天文學家尋找新视野号在飛掠冥王星後下一個潛在探測天體的尋天中發現的。2014 MU69於2014年6月26日哈伯太空望遠鏡的影像中首次被觀測到；因為它的視星等為26.8，對地面望遠鏡而言太暗淡而無法觀測。

### 確認
當2014 MU69首次被觀測到時，最初被標示為1110113Y，並且被簡化為「11」。2014年10月，NASA宣布了該天體的存在，並將它列為新视野号飛掠冥王星後下一個潛在探測目標，並且將它編號為  PT1（即「Potential Target 1」）。而它的正式名稱2014 MU69則是在取得它的足夠軌道資料後，於2015年3月由小行星中心編號。

### 名稱
最初2014 MU69的英文暱稱為Ultima Thule，中文译为“天涯海角”或“終極遠境”，意指古典世界和中世紀歐洲文學中一個神話北方淨土，超越任何已知世界的邊界。但在2018年時，新聞週刊發表文章指出，該名字與納粹德國有關，引起極大迴響。而在2019年11月12日，美國太空總署宣布正式命名為Arrokoth，在美國切薩皮克灣（Chesapeake Bay）美洲原住民部落波瓦坦語中名字有「天空」的意思。

## 特徵
2014 MU69的直徑大約是30至45 公里，軌道周期約293年。

## 探測

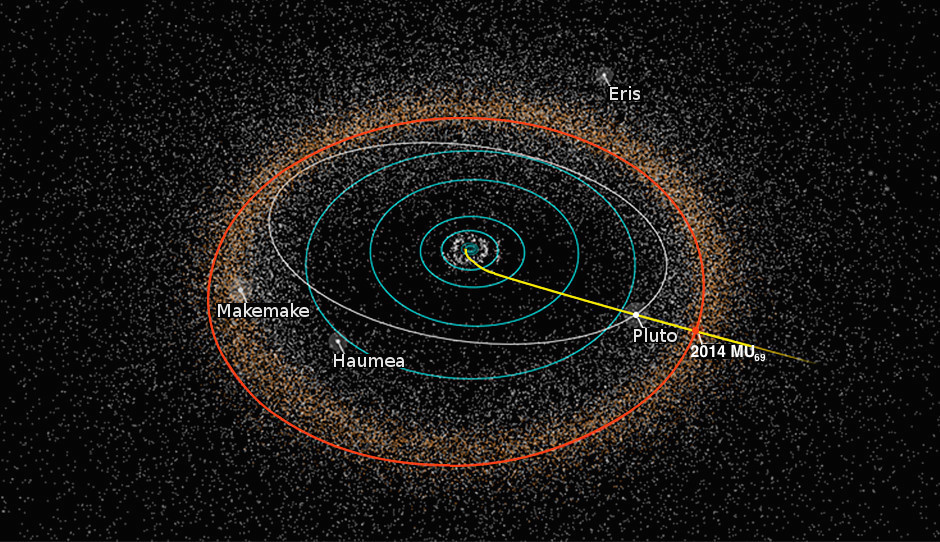
新视野号軌道與冥王星、（本圖標註 PT1）位置。

新视野号完成了冥王星飛掠任務後，天文學家決定操作該探測器讓它再探測至少一個柯伊伯带天體。針對第一次這樣的飛掠任務有以下數個潛在目標：2014 MU69最終獲選，而另一顆候選天體2014 PN70雖然體積較前者大，但因為前往後者需要消耗較多燃料而未能獲選。預期新视野号將在2019年1月距離太陽43.4天文單位處飛掠。新視野號於2019年1月1日穿越，與2014 MU69距離為3,500公里。

## 參見

哈伯太空望遠鏡於2014年發現（綠圈）的每10分鐘縮時影片。